# Antef III.
Antef III. byl egyptským faraonem 11. dynastie. Přesněji řečeno byl pouze králem Horního Egypta, sídlil ve Vesetu. Vládl přibližně v letech 2054–2046 př. n. l.
Na trůn nastoupil po Antefovi II. Při korunovaci přijal Horovo jméno Nachtnebtepnefer. Zemřel asi po 8 letech své mírumilovné vlády. Na trůně jej vystřídal Mentuhotep II., sjednotitel Egypta a zakladatel Střední říše.

## Králova hrobka
Podobně jako jeho stejnojmenní předchůdci si Antef II. nechal na rozdíl od vládců Staré říše, kteří si nechali budovat pyramidy, vykopat skalní hrobku. Nachází se na západním břehu Nilu poblíž Dra Abú'-n-Naga. Byla však vyloupena již ve starověku.